# NUTS da Alemanha
No NUTS (Nomenclatura das Unidades Territoriais para Fins Estatísticos) códigos da Alemanha (DE), os três níveis são:
| Nível  | Subdivisões                                             | #   |
| ------ | ------------------------------------------------------- | --- |
| NUTS 1 | Estados (Länder)                                        | 16  |
| NUTS 2 | Regiões de governo (Regierungsbezirke) (ou equivalente) | 39  |
| NUTS 3 | Distritos (Kreise)                                      | 429 |

## Códigos NUTS

### DE1Baden-Württemberg
DE11 Stuttgart
DE111 Stuttgart, Stadtkreis
DE112 Böblingen
DE113 Esslingen
DE114 Göppingen
DE115 Ludwigsburg
DE116 Rems-Murr-Kreis
DE117 Heilbronn, Stadtkreis
DE118 Heilbronn, Landkreis
DE119 Hohenlohekreis
DE11A Schwäbisch Hall
DE11B Main-Tauber-Kreis
DE11C Heidenheim
DE11D Ostalbkreis
DE12 Karlsruhe
DE121 Baden-Baden, Stadtkreis
DE122 Karlsruhe, Stadtkreis
DE123 Karlsruhe, Landkreis
DE124 Rastatt
DE125 Heidelberg, Stadtkreis
DE126 Mannheim, Stadtkreis
DE127 Neckar-Odenwald-Kreis
DE128 Rhein-Neckar-Kreis
DE129 Pforzheim, Stadtkreis
DE12A Calw
DE12B Enzkreis
DE12C Freudenstadt
DE13 Freiburg
DE131 Freiburg im Breisgau, Stadtkreis
DE132 Breisgau-Hochschwarzwald
DE133 Emmendingen
DE134 Ortenaukreis
DE135 Rottweil
DE136 Schwarzwald-Baar-Kreis
DE137 Tuttlingen
DE138 Konstanz
DE139 Lörrach
DE13A Waldshut
DE14 Tübingen
DE141 Reutlingen
DE142 Tübingen, Landkreis
DE143 Zollernalbkreis
DE144 Ulm, Stadtkreis
DE145 Alb-Donau-Kreis
DE146 Biberach
DE147 Bodenseekreis
DE148 Ravensburg
DE149 Sigmaringen

### DE2Baviera
DE21 Oberbayern
DE211 Ingolstadt, Kreisfreie Stadt
DE212 Munique, Kreisfreie Stadt
DE213 Rosenheim, Kreisfreie Stadt
DE214 Altötting
DE215 Berchtesgadener Land
DE216 Bad Tölz-Wolfratshausen
DE217 Dachau
DE218 Ebersberg
DE219 Eichstätt
DE21A Erding
DE21B Freising
DE21C Fürstenfeldbruck
DE21D Garmisch-Partenkirchen
DE21E Landsberg a. Lech
DE21F Miesbach
DE21G Mühldorf a. Inn
DE21H Munique, Landkreis
DE21I Neuburg-Schrobenhausen
DE21J Pfaffenhofen a. d. Ilm
DE21K Rosenheim, Landkreis
DE21L Starnberg
DE21M Traunstein
DE21N Weilheim-Schongau
DE22 Niederbayern
DE221 Landshut, Kreisfreie Stadt
DE222 Passau, Kreisfreie Stadt
DE223 Straubing, Kreisfreie Stadt
DE224 Deggendorf
DE225 Freyung-Grafenau
DE226 Kelheim
DE227 Landshut, Landkreis
DE228 Passau, Landkreis
DE229 Regen
DE22A Rottal-Inn
DE22B Straubing-Bogen
DE22C Dingolfing-Landau
DE23 Oberpfalz
DE231 Amberg, Kreisfreie Stadt
DE232 Regensburg, Kreisfreie Stadt
DE233 Weiden i. d. Opf, Kreisfreie Stadt
DE234 Amberg-Sulzbach
DE235 Cham
DE236 Neumarkt i. d. OPf.
DE237 Neustadt a. d. Waldnaab
DE238 Regensburg, Landkreis
DE239 Schwandorf
DE23A Tirschenreuth
DE24 Oberfranken
DE241 Bamberg, Kreisfreie Stadt
DE242 Bayreuth, Kreisfreie Stadt
DE243 Coburg, Kreisfreie Stadt
DE244 Hof, Kreisfreie Stadt
DE245 Bamberg, Landkreis
DE246 Bayreuth, Landkreis
DE247 Coburg, Landkreis
DE248 Forchheim
DE249 Hof, Landkreis
DE24A Kronach
DE24B Kulmbach
DE24C Lichtenfels
DE24D Wunsiedel i. Fichtelgebirge
DE25 Mittelfranken
DE251 Ansbach, Kreisfreie Stadt
DE252 Erlangen, Kreisfreie Stadt
DE253 Fürth, Kreisfreie Stadt
DE254 Nürnberg, Kreisfreie Stadt
DE255 Schwabach, Kreisfreie Stadt
DE256 Ansbach, Landkreis
DE257 Erlangen-Höchstadt
DE258 Fürth, Landkreis
DE259 Nürnberger Land
DE25A Neustadt a. d. Aisch-Bad Windsheim
DE25B Roth
DE25C Weißenburg-Gunzenhausen
DE26 Unterfranken
DE261 Aschaffenburg, Kreisfreie Stadt
DE262 Schweinfurt, Kreisfreie Stadt
DE263 Würzburg, Kreisfreie Stadt
DE264 Aschaffenburg, Landkreis
DE265 Bad Kissingen
DE266 Rhön-Grabfeld
DE267 Haßberge
DE268 Kitzingen
DE269 Miltenberg
DE26A Main-Spessart
DE26B Schweinfurt, Landkreis
DE26C Würzburg, Landkreis
DE27 Schwaben
DE271 Augsburg, Kreisfreie Stadt
DE272 Kaufbeuren, Kreisfreie Stadt
DE273 Kempten (Allgäu), Kreisfreie Stadt
DE274 Memmingen, Kreisfreie Stadt
DE275 Aichach-Friedberg
DE276 Augsburg, Landkreis
DE277 Dillingen a.d. Donau
DE278 Günzburg
DE279 Neu-Ulm
DE27A Lindau (Bodensee)
DE27B Ostallgäu
DE27C Unterallgäu
DE27D Donau-Ries
DE27E Oberallgäu

### DE3Berlim
DE30 Berlim
DE300 Berlim

### DE4Brandenburgo
DE40 Brandenburgo
DE401 Brandenburg an der Havel, Kreisfreie Stadt
DE402 Cottbus, Kreisfreie Stadt
DE403 Frankfurt (Oder), Kreisfreie Stadt
DE404 Potsdam, Kreisfreie Stadt
DE405 Barnim
DE406 Dahme-Spreewald
DE407 Elbe-Elster
DE408 Havelland
DE409 Märkisch-Oderland
DE40A Oberhavel
DE40B Oberspreewald-Lausitz
DE40C Oder-Spree
DE40D Ostprignitz-Ruppin
DE40E Potsdam-Mittelmark
DE40F Prignitz
DE40G Spree-Neiße
DE40H Teltow-Fläming
DE40I Uckermark

### DE5Bremen
DE50 Bremen
DE501 Bremen, Kreisfreie Stadt
DE502 Bremerhaven, Kreisfreie Stadt

### DE6Hamburgo
DE60 Hamburgo
DE600 Hamburgo

### DE7Hessen
DE71 Darmstadt
DE711 Darmstadt, Kreisfreie Stadt
DE712 Frankfurt am Main, Kreisfreie Stadt
DE713 Offenbach am Main, Kreisfreie Stadt
DE714 Wiesbaden, Kreisfreie Stadt
DE715 Bergstraße
DE716 Darmstadt-Dieburg
DE717 Groß-Gerau
DE718 Hochtaunuskreis
DE719 Main-Kinzig-Kreis
DE71A Main-Taunus-Kreis
DE71B Odenwaldkreis
DE71C Offenbach, Landkreis
DE71D Rheingau-Taunus-Kreis
DE71E Wetteraukreis
DE72 Gießen
DE721 Gießen, Landkreis
DE722 Lahn-Dill-Kreis
DE723 Limburg-Weilburg
DE724 Marburg-Biedenkopf
DE725 Vogelsbergkreis
DE73 Kassel
DE731 Kassel, Kreisfreie Stadt
DE732 Fulda
DE733 Hersfeld-Rotenburg
DE734 Kassel, Landkreis
DE735 Schwalm-Eder-Kreis
DE736 Waldeck-Frankenberg
DE737 Werra-Meißner-Kreis

### DE8Mecklenburg-Vorpommern
DE80 Mecklenburg-Vorpommern
DE801 Greifswald, Kreisfreie Stadt
DE802 Neubrandenburg, Kreisfreie Stadt
DE803 Rostock, Kreisfreie Stadt
DE804 Schwerin, Kreisfreie Stadt
DE805 Stralsund, Kreisfreie Stadt
DE806 Wismar, Kreisfreie Stadt
DE807 Bad Doberan
DE808 Demmin
DE809 Güstrow
DE80A Ludwigslust
DE80B Mecklenburg-Strelitz
DE80C Müritz
DE80D Nordvorpommern
DE80E Nordwestmecklenburg
DE80F Ostvorpommern
DE80G Parchim
DE80H Rügen
DE80I Uecker-Randow

### DE9Baixa Saxônia
DE91 Braunschweig
DE911 Braunschweig, Kreisfreie Stadt
DE912 Salzgitter, Kreisfreie Stadt
DE913 Wolfsburg, Kreisfreie Stadt
DE914 Gifhorn
DE915 Göttingen
DE916 Goslar
DE917 Helmstedt
DE918 Northeim
DE919 Osterode am Harz
DE91A Peine
DE91B Wolfenbüttel
DE92 Hannover
DE922 Diepholz
DE923 Hameln-Pyrmont
DE925 Hildesheim
DE926 Holzminden
DE927 Nienburg (Weser)
DE928 Schaumburg
DE929 Hanôver (distrito)
DE93 Lüneburgo
DE931 Celle
DE932 Cuxhaven
DE933 Harburg
DE934 Lüchow-Dannenberg
DE935 Lüneburg, Landkreis
DE936 Osterholz
DE937 Rotenburg (Wümme)
DE938 Soltau-Fallingbostel
DE939 Stade
DE93A Uelzen
DE93B Verden
DE94 Weser-Ems
DE941 Delmenhorst, Kreisfreie Stadt
DE942 Emden, Kreisfreie Stadt
DE943 Oldenburg (Oldenburg), Kreisfreie Stadt
DE944 Osnabrück, Kreisfreie Stadt
DE945 Wilhelmshaven, Kreisfreie Stadt
DE946 Ammerland
DE947 Aurich
DE948 Cloppenburg
DE949 Emsland
DE94A Friesland (D)
DE94B Grafschaft Bentheim
DE94C Leer
DE94D Oldenburg, Landkreis
DE94E Osnabrück, Landkreis
DE94F Vechta
DE94G Wesermarsch
DE94H Wittmund

### DEARenânia do Norte-Westphalia
DEA1 Düsseldorf
DEA11 Düsseldorf, Kreisfreie Stadt
DEA12 Duisburg, Kreisfreie Stadt
DEA13 Essen, Kreisfreie Stadt
DEA14 Krefeld, Kreisfreie Stadt
DEA15 Mönchengladbach, Kreisfreie Stadt
DEA16 Mülheim an der Ruhr, Kreisfreie Stadt
DEA17 Oberhausen, Kreisfreie Stadt
DEA18 Remscheid, Kreisfreie Stadt
DEA19 Solingen, Kreisfreie Stadt
DEA1A Wuppertal, Kreisfreie Stadt
DEA1B Kleve
DEA1C Mettmann
DEA1D Rhein-Kreis Neuss
DEA1E Viersen
DEA1F Wesel
DEA2 Köln
DEA21 Aachen, Kreisfreie Stadt
DEA22 Bonn, Kreisfreie Stadt
DEA23 Köln, Kreisfreie Stadt
DEA24 Leverkusen, Kreisfreie Stadt
DEA25 Aachen, Kreis
DEA26 Düren
DEA27 Rhein-Erft-Kreis
DEA28 Euskirchen
DEA29 Heinsberg
DEA2A Oberbergischer Kreis
DEA2B Rheinisch-Bergischer Kreis
DEA2C Rhein-Sieg-Kreis
DEA3 Münster
DEA31 Bottrop, Kreisfreie Stadt
DEA32 Gelsenkirchen, Kreisfreie Stadt
DEA33 Münster, Kreisfreie Stadt
DEA34 Borken
DEA35 Coesfeld
DEA36 Recklinghausen
DEA37 Steinfurt
DEA38 Warendorf
DEA4 Detmold
DEA41 Bielefeld, Kreisfreie Stadt
DEA42 Gütersloh
DEA43 Herford
DEA44 Höxter
DEA45 Lippe
DEA46 Minden-Lübbecke
DEA47 Paderborn
DEA5 Arnsberg
DEA51 Bochum, Kreisfreie Stadt
DEA52 Dortmund, Kreisfreie Stadt
DEA53 Hagen, Kreisfreie Stadt
DEA54 Hamm, Kreisfreie Stadt
DEA55 Herne, Kreisfreie Stadt
DEA56 Ennepe-Ruhr-Kreis
DEA57 Hochsauerlandkreis
DEA58 Märkischer Kreis
DEA59 Olpe
DEA5A Siegen-Wittgenstein
DEA5B Soest
DEA5C Unna

### DEBRenânia-Palatinado
DEB1 Koblenz
DEB11 Koblenz, Kreisfreie Stadt
DEB12 Ahrweiler
DEB13 Altenkirchen (Westerwald)
DEB14 Bad Kreuznach
DEB15 Birkenfeld
DEB16 Cochem-Zell
DEB17 Mayen-Koblenz
DEB18 Neuwied
DEB19 Rhein-Hunsrück-Kreis
DEB1A Rhein-Lahn-Kreis
DEB1B Westerwaldkreis
DEB2 Trier
DEB21 Trier, Kreisfreie Stadt
DEB22 Bernkastel-Wittlich
DEB23 Bitburg-Prüm
DEB24 Daun
DEB25 Trier-Saarburg
DEB3 Rheinhessen-Pfalz
DEB31 Frankenthal (Pfalz), Kreisfreie Stadt
DEB32 Kaiserslautern, Kreisfreie Stadt
DEB33 Landau in der Pfalz, Kreisfreie Stadt
DEB34 Ludwigshafen am Rhein, Kreisfreie Stadt
DEB35 Mainz, Kreisfreie Stadt
DEB36 Neustadt an der Weinstraße, Kreisfreie Stadt
DEB37 Pirmasens, Kreisfreie Stadt
DEB38 Speyer, Kreisfreie Stadt
DEB39 Worms, Kreisfreie Stadt
DEB3A Zweibrücken, Kreisfreie Stadt
DEB3B Alzey-Worms
DEB3C Bad Dürkheim
DEB3D Donnersbergkreis
DEB3E Germersheim
DEB3F Kaiserslautern, Landkreis
DEB3G Kusel
DEB3H Südliche Weinstraße
DEB3I Rhein-Pfalz-Kreis
DEB3J Mainz-Bingen
DEB3K Südwestpfalz

### DECSaarland
DEC0 Saarland
DEC01 Stadtverband Saarbrücken
DEC02 Merzig-Wadern
DEC03 Neunkirchen
DEC04 Saarlouis
DEC05 Saarpfalz-Kreis
DEC06 St. Wendel

### DEDSachsen
DED1 Chemnitz
DED11 Chemnitz, Kreisfreie Stadt
DED12 Plauen, Kreisfreie Stadt
DED13 Zwickau, Kreisfreie Stadt
DED14 Annaberg
DED15 Chemnitzer Land
DED16 Freiberg
DED17 Vogtlandkreis
DED18 Mittlerer Erzgebirgskreis
DED19 Mittweida
DED1A Stollberg
DED1B Aue-Schwarzenberg
DED1C Zwickauer Land
DED2 Dresden
DED21 Dresden, Kreisfreie Stadt
DED22 Görlitz, Kreisfreie Stadt
DED23 Hoyerswerda, Kreisfreie Stadt
DED24 Bautzen
DED25 Meißen
DED26 Niederschlesischer Oberlausitzkreis
DED27 Riesa-Großenhain
DED28 Löbau-Zittau
DED29 Sächsische Schweiz
DED2A Weißeritzkreis
DED2B Kamenz
DED3 Leipzig
DED31 Leipzig, Kreisfreie Stadt
DED32 Delitzsch
DED33 Döbeln
DED34 Leipziger Land
DED35 Muldentalkreis
DED36 Torgau-Oschatz

### DEESaxônia-Anhalt
DEE0 Sachsen-Anhalt
DEE01 Dessau-Roßlau, Kreisfreie Stadt
DEE02 Halle (Saale), Kreisfreie Stadt
DEE03 Magdeburg, Kreisfreie Stadt
DEE04 Altmarkkreis Salzwedel
DEE05 Anhalt-Bitterfeld
DEE06 Jerichower Land
DEE07 Börde
DEE08 Burgenland (D)
DEE09 Harz
DEE0A Mansfeld-Südharz
DEE0B Saalekreis
DEE0C Salzland
DEE0D Stendal
DEE0E Wittenberg
In the 2003 version, before the abolition of the government regions in Sachsen-Anhalt, the codes were as follows:
DEE1	Dessau
DEE11	Dessau, Kreisfreie Stadt
DEE12	Anhalt-Zerbst
DEE13	Bernburg
DEE14	Bitterfeld
DEE15	Köthen
DEE16	Wittenberg
DEE2	Halle
DEE21	Halle (Saale), Kreisfreie Stadt
DEE22	Burgenlandkreis
DEE23	Mansfelder Land
DEE24	Merseburg-Querfurt
DEE25	Saalkreis
DEE26	Sangerhausen
DEE27	Weißenfels
DEE3	Magdeburg
DEE31	Magdeburg, Kreisfreie Stadt
DEE32	Aschersleben-Staßfurt
DEE33	Bördekreis
DEE34	Halberstadt
DEE35	Jerichower Land
DEE36	Ohrekreis
DEE37	Stendal
DEE38	Quedlinburg
DEE39	Schönebeck
DEE3A	Wernigerode
DEE3B	Altmarkkreis Salzwedel

### DEFSchleswig-Holstein
DEF0 Schleswig-Holstein
DEF01 Flensburg, Kreisfreie Stadt
DEF02 Kiel, Kreisfreie Stadt
DEF03 Lübeck, Kreisfreie Stadt
DEF04 Neumünster, Kreisfreie Stadt
DEF05 Dithmarschen
DEF06 Herzogtum Lauenburg
DEF07 Nordfriesland
DEF08 Ostholstein
DEF09 Pinneberg
DEF0A Plön
DEF0B Rendsburg-Eckernförde
DEF0C Schleswig-Flensburg
DEF0D Segeberg
DEF0E Steinburg
DEF0F Stormarn

### DEGTuríngia
DEG0 Thüringen
DEG01 Erfurt, Kreisfreie Stadt
DEG02 Gera, Kreisfreie Stadt
DEG03 Jena, Kreisfreie Stadt
DEG04 Suhl, Kreisfreie Stadt
DEG05 Weimar, Kreisfreie Stadt
DEG06 Eichsfeld
DEG07 Nordhausen
DEG09 Unstrut-Hainich-Kreis
DEG0A Kyffhäuserkreis
DEG0B Schmalkalden-Meiningen
DEG0C Gotha
DEG0D Sömmerda
DEG0E Hildburghausen
DEG0F Ilm-Kreis
DEG0G Weimarer Land
DEG0H Sonneberg
DEG0I Saalfeld-Rudolstadt
DEG0J Saale-Holzland-Kreis
DEG0K Saale-Orla-Kreis
DEG0L Greiz
DEG0M Altenburger Land
DEG0N Eisenach, Kreisfreie Stadt
DEG0P Wartburgkreis

## Unidades administrativas locais
Abaixo dos níveis NUTS, os dois níveis (unidade administrativa local) LAU são:
| Nível | Subdivisões                                       | #     |
| ----- | ------------------------------------------------- | ----- |
| LAU 1 | Municípios coletivos (Verwaltungs-gemeinschaften) | 1457  |
| LAU 2 | Municípios (Gemeinden)                            | 12379 |

Os códigos LAU da Alemanha pode ser baixado aqui: 